# Wital Kowal
Wital Mikalajewitsch Kowal (belarussisch Віталь Мікалаевіч Коваль, russisch Виталий Николаевич Коваль Witali Nikolajewitsch Kowal; * 31. März 1980 in Perm, Russische SFSR) ist ein russisch-belarussischer Eishockeytorwart, der seit Januar 2016 bei VIK Västerås HK in der HockeyAllsvenskan unter Vertrag steht.

## Karriere
Wital Kowal begann seine Karriere als Eishockeyspieler im Nachwuchsbereich von Molot-Prikamje Perm, für dessen Profimannschaft er in der Saison 2000/01 sein Debüt in der russischen Superliga gab. Den Großteil der Spielzeit verbrachte er allerdings in der zweitklassigen Wysschaja Liga bei Neftjanik Leninogorsk. In der Saison 2003/04 erreichte der Torwart mit Perm den direkten Wiederaufstieg in die Superliga nach dem Vorjahresabstieg, verbrachte die meiste Zeit jedoch beim Ligarivalen Motor Barnaul. Im folgenden Jahr stand er zudem ein Mal für den HK Liepājas Metalurgs in der lettischen Eishockeyliga zwischen den Pfosten. 
Im Sommer 2005 kehrte Kowal in seine Heimat zurück, wo er einen Vertrag beim HK Njoman Hrodna erhielt. Nach drei Jahren in der Extraliga wurde er vor der Saison 2008/09 vom HK Dinamo Minsk aus der neugegründeten Kontinentalen Hockey-Liga verpflichtet, für den er bis 2010 spielte. Im Sommer 2010 trainierte er weiter mit dem Team, bekam aber keinen neuen Vertrag. 2010 wurde er von Atlant Mytischtschi verpflichtet, mit denen Kowal in der Saison 2010/11 die Finalserie um den Gagarin-Pokal erreichte. Anfang Juli 2011 wurde er von Torpedo Nischni Nowgorod unter Vertrag genommen und zeigte in den folgenden drei Spieljahren überzeugende Leistungen. Vor allem in der Saison 2011/12 gehörte er zu den besten Torhütern der KHL und wies dabei die beste Fangquote und den besten Gegentorschnitt der Liga auf. Zudem wurde er für das All-Star-Spiel 2012 der KHL nominiert.
Seit Juni 2014 steht Kowal bei Salawat Julajew Ufa unter Vertrag und überzeugte auch dort mit guten statistischen Werten, so dass er im Oktober 2014 als KHL-Torhüter der Woche ausgezeichnet wurde.

### International
Mit Belarus nahm Kowal an den Weltmeisterschaften 2008, 2009 und 2010 sowie den Olympischen Winterspielen 2010 teil.

## Erfolge und Auszeichnungen
- 2004 Meister der Wysschaja Liga und Aufstieg in die Superliga mit Molot-Prikamje Perm
- 2009 Spengler-Cup-Gewinn mit dem HK Dinamo Minsk
- 2012 KHL All-Star Game

## KHL-Statistik
(Stand: Ende der Saison 2010/11)